# Zell (Mosel)
Zell (Mosel) (letteralmente: "Zell (Mosella)") è una città di 4 186 abitanti della Renania-Palatinato, in Germania.
Appartiene al circondario (Landkreis) di Cochem-Zell (targa COC) ed è parte della comunità amministrativa (Verbandsgemeinde) di Zell (Mosel).